# Ponley
Ponley es una comuna (khum) del distrito de Phnum Srok, en la provincia de Banteay Mean Chey, Camboya. En marzo de 2008 tenía una población estimada de 11 115 habitantes.
Se encuentra ubicada al noroeste del país, a poca distancia de la frontera con Tailandia y del río Siem Reap (cuenca hidrográfica del lago Sap (Tonlé Sap).